# Речица (Ливенский район)
Речи́ца — село, центр Речицкого сельского поселения Ливенского района Орловской области России. Населённый пункт воинской доблести (20.07.2021).

## Географическое положение
Речица расположена в юго-западной части Ливенского района и юго-восточной части Орловской области. Село находится в центре Средне-русской возвышенности и является частью обширной площади поднятия в пределах Русской равнины. Центральная часть села Речица находится в 7 км к югу от автотрассы Р119 Ливны — Орёл, а северная граница товарищества Речица примыкает к ней. Центральная усадьба товарищества расположена в 22 км от города Ливны и 120 км от областного центра города Орла, в 25 км от железнодорожной станции Ливны. Общая площадь, которую занимает село Речица — 5880 га

## Гидрология
По границам ТВ «Речица» протекает река Сосны (правый приток Дона). В летнее время Сосна пополняется за счёт вод многочисленных ключей. В сосну впадает ручей Речица, бывший когда-то рекой и увеличившийся за счет постройки двух плотин, образовавших два пруда.
Рельеф на территории села и в его окрестностях представляет собой слабоволнистую равнину с ясно выраженным мезо и микрорельефом, пересечёную овражно-балочными системами. Речица расположена так, что юго-восточная граница её про-ходит по левому, крутому берегу Сосны.
Пахотные земли разрезаны балками, прилегающими к ручью Речица, давшему название селу. Сам ручей разделяет земли хозяйства на два равновеликих массива. Вся овражно-балочная сеть в нашей местности принадлежит к бассейну реки Сосны. Балка с ручьем Речица имеет крутое, задернованное дно и берега, что дало возможность создать на её территории три искусственных пруда. Еще один искусственный пруд на юго-западной окраине села Речица и один на северо-восточной окраине. В Безодном есть естественный пруд. Берега всех шести прудов, расположенных на территории ТВ «Речица» защищены от эрозии посевами на территории балок — противоэрозионных трав с мочковатой корневой системой, а также обсажены кустарниковыми насаждениями. На территории есть 3 родника. Космаковский родник, Святой источник, Берёзовый родник.

## Почвы и климат
Почвенный покров местности, в которой расположено ТВ «Речица», характеризуется наличием чернозёмов, расположенных по всей территории хозяйства. В целом рельеф в окрестностях нашего села благоприятствует выращиванию всех сельскохозяйственных культур средней полосы. Климат на территории села умеренно — континентальный. Среднегодовая температура воздуха — 5 градусов. Продолжительность вегетативного периода растений составляет при безрассадном способе выращивания культур 180 дней. Среднегодовое количество осадков 480 мм. Преобладающие ветры суховейные юго-восточные, метелевые юго-западные. Климатические условия позволяют выращивать разнообразные сельскохозяйственные культуры.

## История села Речица
Село (раньше называлось слободой) Речица Ливенского района существует с 1630 года. В этот, малонаселенный тогда, край переселялись разные люди из внутренних областей государства, а также Малороссийские (т. е. украинские) казаки, называвшиеся черкасами. Как и три других села-слободы - Черкасской города Ливны, Крутой и Теляжьей (Телячьей) входила в земли Ливенской сотни Острогожского слободского черкасского казачьего полка. Жители Речицы назывались «войсковыми обывателями», так называли лиц, относящихся к войску, это название употреблялось в отношении казачьих войск и малороссийских казаков. Согласно ревизской сказке 1795 года в селе Речица проживали 280 «войсковых обывателей» мужского пола. С 1795 г. до 1811 г. в разные годы из села Речица «отданы в рекруты» 22 человека, умерло 78 человек (мужского пола). В ревизской сказке села от 25 сентября 1811 года значатся 417 лиц мужского пола (в 1811 году в ревизских сказках указывались только лица мужского пола), из них 413 «войсковых обывателей» и 4 «отставных солдата». 
История народного образования в селе Речица насчитывает уже второе столетие. В 1868 году в селе Речица было открыто сельское земское училище, в котором обучались мальчики и девочки. В здании находилась 1 классная комната и квартира учителя. Учитель окончивший Карачевскую учительскую семинарию происходил из крестьян, 23 лет, в данном училище преподавал 2 года, в год получал 250 рублей. Каждую неделю обучение длилось 36 часов. На содержание училища поступало ежегодно 525 рублей, в том числе 50 рублей от Ливенского уездного земства, 475 рублей от сельских и волостных обществ. За отчетный 1894—1895 уч. год обучалось 65 мальчиков и 8 девочек. В 1899 году в селе Тихвинская Речица открылась школа грамоты в наемном помещении, «без квартиры учителя». Заведующим и законоучителем, то есть преподавателем Закона Божьего, являлся священник местной церкви Василий Алексеевич Архипов, учителем — крестьянин Андрей Гончаров, окончивший начальную школу и не имевший звания учителя, которому «положено от крестьян 50 руб., от духовенства 16 руб., всего 66 руб.» На 1 января 1902 года в школе грамоты обучалось 4 мальчика и 26 девочек. До открытия в 1899 году школы грамоты в селе Тихвинская Речица дети этого села могли ходить в близлежащую деревню Безодное в школу грамоты, существовавшую с 1893 года под руководством священника Тихвинской церкви села Тихвинская Речица Василия Алексеевича Архипова.
В 1918 г. в селе Речица была построена школа (1 ступени, то есть 4 -х летнего обучения) на средства волостного бюджета. В строительстве школы принимали участие жители села («подвоз строительных материалов, рабочая сила»). Здание школы было деревянным на каменном фундаменте с железной крышей. Школа продолжала свою работу до 1941 года, пока население Речицы было вынуждено покинуть село и отправиться в эвакуацию, так как передовая линия фронта проходила по полям села Речица. Возобновила работу школа в 1943 году, в ней обучалось 570 учащихся. Школа размещалась в уцелевших домах на территории колхоза «Стремление». В 1947 году приступили к строительству семилетней школы. Строили из глины и соломы. На строительстве школы можно было увидеть людей разных возрастов; взрослые, старики, дети — все помогали строить школу. В январе 1949 года занятия начались в новой школе. Особенно радовались дети, которым предстояло учиться в этой школе.
В 1971 году была построена восьмилетняя школа, в которой обучалось 240 учащихся, было 12 учителей. Директором этой новой школы стала Чистодворова Елена Степановна. Затем директором стал Мосалов Иван Федорович, затем его сменила Кошелева Александра Федоровна, Трубихин Василий Андреевич. Гладких Людмила Михайловна работала директором школы с 1974 по 1991 год. В это время работали учителя:Шепелева Мария Михайловна, Кузьмина Мария Михайловна, Волченков Петр Викторович и др., которые внесли большой вклад в развитие народного образования в Речице. С 1992 года по 2006 год директором школы работала Бондарева Любовь Леонидовна. С 2006 года школу возглавляет Ревина Ольга Маратовна. В школе 68 учащихся и 18 педагогов.